# Words of Farewell
Words of Farewell ist eine Anfang 2007 gegründete Death-Metal-Band aus dem Raum Münster und dem nördlichen Ruhrgebiet, welche sich zwischen den Genres Progressive Death Metal und Melodic Death Metal bewegt.

## Geschichte

### 2007–2009:Ashes of the Coming DawnundFrom Now On...
Bereits vier Monate nach ihrer Gründung Anfang 2007 spielte die Band die EP Ashes of the Coming Dawn ein, welche 7 Songs enthielt. Die EP wurde in geringer Auflage gedruckt und in Eigenregie verkauft. Ein Jahr später nahm die Band eine weitere Demo auf. From Now On... umfasste lediglich vier Songs und wurde gratis zum Download bereitgestellt und auf Konzerten verteilt.

### 2010–2012:Immersion
Die Aufnahmen zum ersten Album Immersion begannen im Juni 2010 und wurden gegen Ende 2010 abgeschlossen. Allerdings erschien das Album erst im März 2012, da man sich nach der Trennung von Gitarrist Phillipp Olivier auf dessen Wunsch dazu entschied, einige Tonspuren neu aufzunehmen.
Das Debüt wurde in Zusammenarbeit mit dem Hamburger Label AFM Records im März 2012 in Deutschland veröffentlicht und erntete viel positives Feedback, besonders für das fortgeschrittene Songwriting und das gekonnte Spielen mit Melodien und progressiven Elementen. So erhielt das Album in verschiedenen deutschen Musikzeitschriften und zahlreichen Online-Kritiken Lob und Höchstwertungen. Im Mai 2012 wurde das Album auch in Nordamerika veröffentlicht.

### 2013–2015:The Black Wild Yonder
Das zweite Studioalbum der Band The Black Wild Yonder wurde von Juni bis Dezember 2013 produziert und im Februar 2014 veröffentlicht.

### 2016–2019:A Quiet World
Im November 2016 erschien das dritte Album A Quiet World, das in Zusammenarbeit mit Eike Freese (Dark Age) produziert und abermals via AFM Records veröffentlicht wurde.

### 2020:Inner Universe
Ende März 2020 veröffentlichte die Band die EP Inner Universe. Für die Produktion wurde Aljoscha Sieg (Pitchback Studios) engagiert.

### 2021:Inner Universe II
Seit Juli 2021 steht die Band beim US-amerikanischen Plattenlabel Seek & Strike unter Vertrag. Im September 2021 erschien die EP Inner Universe II.

### 2024:Stories to Forget
Im März 2024 veröffentlichte die Band die EP Stories to Forget, dessen titelgebender Song zusammen mit Sebastian Sendon produziert wurde.

## Stil
Die Musik von Words of Farewell wird oft mit Größen der Göteborger Metal-Szene, wie In Flames oder Dark Tranquillity aber auch mit finnischen Genregrößen wie Insomnium oder Omnium Gatherum verglichen. Dabei liegen die Hauptmerkmale der Songs auf dem Einsatz von ausgefallenen, oft zweistimmigen, Gitarrenarrangements, Death Metal typischen Growls und dem ausgeprägten Einsatz von Keyboards und Ambient Elementen.

## Diskografie

### Alben
- 2012: Immersion
- 2014: The Black Wild Yonder
- 2016: A Quiet World

### EPs
- 2007: Ashes of the Coming Dawn
- 2020: Inner Universe
- 2021: Inner Universe II
- 2024: Stories to Forget

### Singles
- 2021: "Born of Sleep"
- 2024: "Stories to Forget"

### Demos
- 2009: From Now On...

## Belege
1. 1 2  Legacy - Voice From the Dark Side: Nr. 78, 04/2012, S. 146.
2. 1 2  SLAM - Alternative Music Magazin: Nr. 61, Mai/Juni 2012, S. 33.
3. ↑  Metal Hammer: April 2012, 29. Jahrgang, S. 103.
4. ↑  Zillo Das Musikmagazin: April 2012, S. 125.
5. ↑  Rock Hard-Magazin: Nr. 299 4/2012
6. ↑  Immersion US Release. Ehemals im Original (nicht mehr online verfügbar); abgerufen am 15. Mai 2020. (Seite nicht mehr abrufbar. Suche in Webarchiven) Stand 20. Mai 2012
7. ↑  Heike L.: Words Of Farewell: Veröffentlichen neue EP und neues Musikvideo. In: Time For Metal - Das Metal Magazin. 31. März 2020, abgerufen am 16. April 2020 (deutsch).
8. ↑  German metallers Words Of Farewell unleash new single 'Born Of Sleep'. In: Metal Planet Music. 29. Juli 2021, abgerufen am 19. September 2021 (britisches Englisch).
9. ↑  Kjell Nilsson: Words of Farewell signs with new label to prove a point. In: Stargazed Magazine. 29. Juli 2021, abgerufen am 19. September 2021 (britisches Englisch).
10. ↑  WORDS OF FAREWELL: Kündigen die EP "Stories To Forget" für März an! In: MY REVELATIONS. 29. Januar 2024, abgerufen am 6. Oktober 2024 (deutsch).
11. ↑  Mario Dahl: Review | WORDS OF FAREWELL - Inner Universe | POWERMETAL.de. Abgerufen am 16. April 2020.